# Pfarrhaus (Ottmaring)

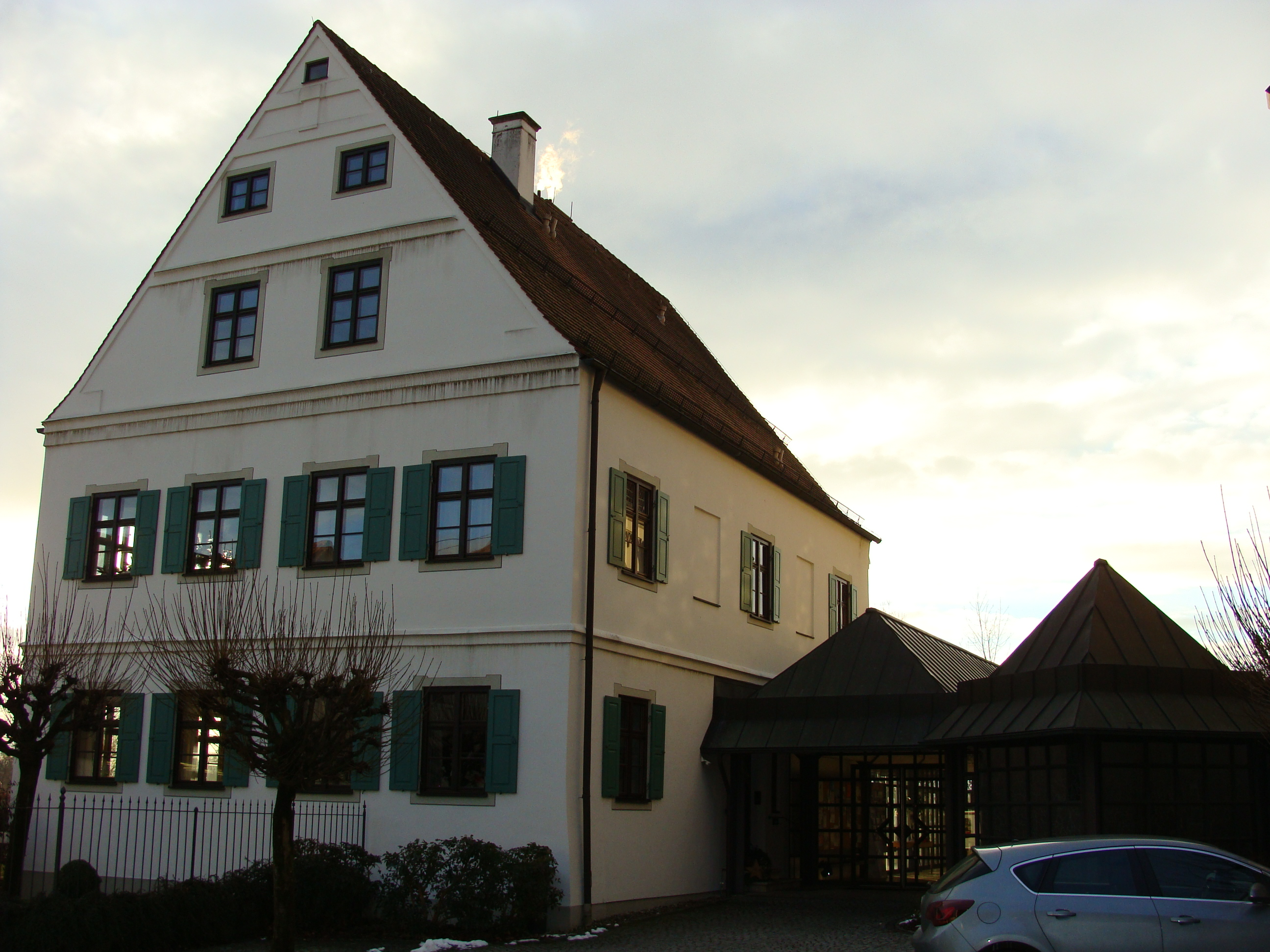
Pfarrhaus in Ottmaring

Das katholische Pfarrhaus in Ottmaring, einem Stadtteil von Friedberg im Landkreis Aichach-Friedberg im bayerischen Regierungsbezirk Schwaben, wurde um 1710/20 errichtet. Das Pfarrhaus am St.-Michaels-Platz 7, neben der Pfarrkirche St. Michael, ist ein geschütztes Baudenkmal.
Der zweigeschossige Satteldachbau besitzt vier zu vier Fensterachsen. Der Giebel wird durch profilierte Gesimse unterteilt.
Die Deckenstuckaturen im Obergeschoss mit emblematischen Reliefs sowie den Monogrammen Jesu und Mariä werden Matthias Lotter zugeschrieben.